# Robin Gubser
Robin Gubser  (* 17. April 1991 in Grabs SG, Schweiz) ist ein liechtensteinisch-schweizerischer Fussballspieler.

## Karriere

### Verein
Gubser begann seine Karriere beim Schweizer Verein FC Mels. 2013 wechselte er zum FC Balzers, bevor er sich 2018 dem USV Eschen-Mauren anschloss. Nach einer halbjährigen Pause stand er seit Juli 2020 erneut als Co-Spielertrainer beim FC Mels unter Vertrag.

### Nationalmannschaft
Gubser gab sein Länderspieldebüt in der liechtensteinischen Fussballnationalmannschaft am 4. Juni 2013 beim 0:2 gegen Polen, als er in der 83. Minute für Sandro Wieser eingewechselt wurde. Bis 2019 war er insgesamt 38 Mal für sein Heimatland im Einsatz, wobei er ein Tor erzielen konnte.